# Jiaozuo

Jiaozuo (焦作) é uma cidade da província de Honã, na China. Localiza-se no centro da província. Tem cerca de 762 mil habitantes.